# Jäger-Regiment zu Pferde Nr. 13

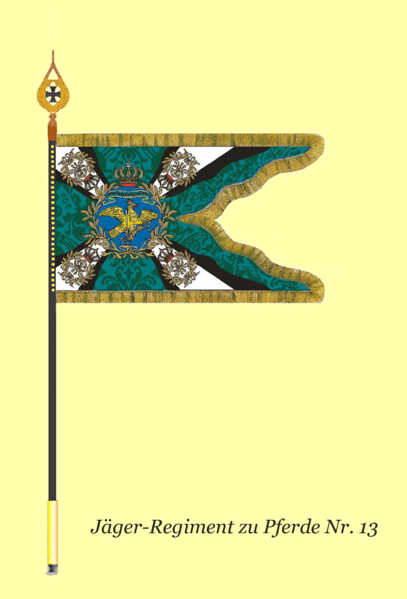
Regimentsstandarte

Das Jäger-Regiment zu Pferde Nr. 13 war eine Kavallerieeinheit der Preußischen Armee.

## Organisation und Verbandszugehörigkeit 1914
- XVI. Armee-Korps in Metz (→ Festung Metz)

Kommandierender General: General der Infanterie Bruno von Mudra
- 34. Division in Metz

Kommandeur: Generalleutnant Claassen
- 45. Kavallerie-Brigade in Saarlouis

Kommandeur: Generalmajor Eberhard von Hofacker
- Jäger-Regiment zu Pferde Nr. 13

Regimentskommandeur: Major von Sobbe
Stiftungstag: 1. Oktober 1913
Garnison: Saarlouis

## Aufstellung
Durch Allerhöchste-Kabinetts-Order (A.K.O.) vom 4. September 1913 wurde zum 1. Oktober des Jahres die Aufstellung von insgesamt sieben zusätzlichen Jäger zu Pferde Regimentern zu je fünf Eskadrons befohlen. Das Regiment Nr. 13 war die letzte im Frieden errichtete Einheit.
Zur Aufstellung des Regiments mussten abgeben:
- Ulanen-Regiment „Großherzog Friedrich von Baden“ (Rheinisches) Nr. 7 die 1. Eskadron
- Husaren-Regiment „König Humbert von Italien“ (1. Kurhessisches) Nr. 13 die 2. Eskadron
- 3. Badisches Dragoner-Regiment „Prinz Karl“ Nr. 22 die 4. Eskadron
- Leib-Dragoner-Regiment (2. Großherzoglich Hessisches) Nr. 24 die 3. Eskadron
- Kurmärkisches Dragoner-Regiment Nr. 14 die 5. Eskadron

Als Garnison wurde dem Regiment die Stadt Saarlouis zugewiesen, die jedoch bereits Garnison war; die Militärverwaltung war zunächst nicht in der Lage reguläre Truppenunterkünfte zur Verfügung zu stellen. Das Regiment wurde daher vorerst in Baracken untergebracht. Der in Auftrag gegebene Kasernenneubau war bei Kriegsbeginn noch nicht fertiggestellt und konnte nicht mehr bezogen werden.

## Erster Weltkrieg
Nach der Mobilmachung im Juli 1914 rückte das Regiment im Verband der 6. Kavallerie-Division in Lothringen ein. Nach Grenzgefechten wurde der Vormarsch durch die Argonnen in die Champagne angetreten. Hier wurden die Eskadrons im Melde- und Bewachungsdienst verwendet.
Anfang November 1914 verlegte das Regiment in den Osten, wo es vom 10. bis 27. November 1914 an der Schlacht um Łódź teilnahm. Bis März 1918 erfolgte der kavalleristische Einsatz in Nordpolen, in Kurland, Estland und Livland.
Im April 1918 erfolgte die Rückverlegung in das Elsass, wo die Pferde abgegeben und die Jäger infanteristisch zu Kavallerieschützen ausgebildet wurden. Von Juli bis Oktober 1918 kämpfte das nunmehrige Kavallerie-Schützenregiment Nr. 13 im Stellungskrieg in Flandern.
Da die Heimatgarnison Saarlouis nach Kriegsende zur französisch besetzten Zone gehörte, marschierte das Regiment nach Jerichow an der Elbe, wo es am 23. Dezember 1918 demobilisiert und am 31. März 1919 aufgelöst wurde.
Aus Freiwilligen wurde für den Grenzschutz Ost eine Eskadron aufgestellt und in Pommern zur Aufrechterhaltung von Ruhe und Ordnung eingesetzt. Diese Eskadron löste man bereits im Juli 1919 wieder auf.
Die Tradition des Regiments übernahm später die 3. Eskadron des 10. (Preußisches) Reiter-Regiments in Züllichau.

## Uniform
Der Waffenrock war aus graugrünem Tuch mit schwedischen Aufschlägen und gelben Knöpfen. Kragen, Vorstöße und Aufschläge waren hellgrün, die Abzeichenfarbe dunkelblau. Auf den Schulterstücken befand sich die Regimentsnummer. Das Lederzeug war schwarz. Offiziere trugen den Kürassierhelm mit Dragoneradler, Mannschaften und Unteroffiziere den Dragonerhelm. Allgemein wurden die Dragonerstiefel verwendet. Das Bandelier war nur für Offiziere vorgesehen.
Da der bei der Aufstellung der Regimenter für die Mannschaften vorgesehene Kürassierhelm – aus geschwärztem Stahlblech wie für die ersten sieben Regimenter, jedoch mit Beschlägen aus Tombak anstatt von Neusilber – nicht zur Verfügung standen, wurden diese Regimenter mit dem Dragonerhelm ausgerüstet. Erst 1915 erfolgte die Umrüstung auf die ursprünglich geplante Ausstattung.
Lanzenflagge: Weiß-Schwarz

## Prominente Angehörige des Regiments
- Generaloberst Georg Lindemann
- Konrad Schragmüller

## Kommandeure
| Dienstgrad            | Name                    | Berufung        | Abberufung      |
| --------------------- | ----------------------- | --------------- | --------------- |
| Oberstleutnant/Oberst | Dietrich von Sobbe      | 1. Oktober 1913 | 31. Januar 1918 |
| Oberstleutnant        | Albrecht von Hardenberg | 1. Februar 1918 | 17. Mai 1918    |
| Major                 | Ernst Hammacher         | 18. Mai 1918    | 31. März 1919   |